# Holomráz (album)
Holomráz je druhé studiové album české popové hudební skupiny Slza. Vydáno bylo 3. listopadu 2017 vydavatelstvím Universal Music. Nahráno bylo ve studiu DC Sound od března do září 2017 a jeho produkci měl na starost Dalibor Cidlinský Jr.. Ten je také společně s kytaristou Slzy Lukášem Bundilem autorem hudby, texty napsal hudebník Xindl X. Autorské trio začalo písně skládat na začátku roku 2017, přičemž mělo celou desku hotovou v září téhož roku. Konečný mix alba udělal Vlado Meller, držitel dvou cen Grammy. Hlavním motivem desky je heslo „Ač holomráz je venku, žár je v nás“, které spojuje všechny skladby. Dle Lexy šlo skupině o „předání pozitivního pohledu na svět“.
Před vydáním desky zveřejnila skupina dva digitální singly; 23. dubna 2017 píseň „Ani vody proud“ a 24. září 2017 titulní skladbu „Holomráz“. Album debutovalo v české hitparádě dle IFPI na druhé pozici. Album Holomráz bylo 7. března oceněno platinovou deskou. V hitparádě Hitrádia Orion byla píseň Holomráz nejvýše na 1. místě. Na v pořadí sedmé písni „Na srdci“ se společně se zpěvákem kapely Petrem Lexou objevila i slovenská zpěvačka Celeste Buckingham.

## Seznam skladeb
Hudbu složil(i) Lukáš Bundil a Dalibor Cidlinský Jr., texty napsal(i) Xindl X, Mirka Miškechová.
| Pořadí         | Název                               | Délka |
| -------------- | ----------------------------------- | ----- |
| 1.             | Chmýří pampelišek                   | 3:33  |
| 2.             | Noci beze ztrát                     | 3:33  |
| 3.             | Holomráz                            | 3:33  |
| 4.             | Největší z bourců                   | 3:38  |
| 5.             | Eskamotér                           | 3:19  |
| 6.             | Anestézie                           | 3:45  |
| 7.             | Na srdci (feat. Celeste Buckingham) | 3:46  |
| 8.             | Ani vody proud                      | 3:35  |
| 9.             | Lexaurin                            | 3:18  |
| 10.            | Smajlík                             | 3:13  |
| Celková délka: | Celková délka:                      | 35:17 |

## Obsazení
- Petr Lexa – zpěv
- Lukáš Bundil – kytara

Ostatní
- Jan Cidlinský – basová kytara[4]
- Xindl X – skládání textů
- Celeste Buckingham – zpěv v písni „Na srdci“

Technická podpora
- Dalibor Cidlinský Jr. – produkce
- Vlado Meller – mix